# Daniel Mornet
Daniel Mornet (* 21. März 1878 in Bourges; † 16. September 1954 in Méry-sur-Cher, Département Cher) war ein französischer Literaturwissenschaftler, Schriftsteller und Romanist.

## Leben und Werk
Daniel Mornet war Schüler der École normale supérieure und bestand 1902 die Agrégation als Jahrgangsbester. Er habilitierte sich 1907 mit den beiden Thèses Le sentiment de la nature en France de Jean-Jacques Rousseau à Bernardin de Saint Pierre. Essai sur les rapports de la littérature et des mœurs (Paris 1907, Genf 1980, 2000) und L’alexandrin français dans la deuxième moitié du XVIIIe siècle (Toulouse 1907). Er war Gymnasiallehrer in Toulouse. Im Alter von 36 wurde er Teilnehmer am Ersten Weltkrieg im Rang eines Sous-lieutenant der Infanterie. Dann lehrte er an der Sorbonne, ab 1928 als ordentlicher Professor für Französische Literaturgeschichte des 18. Jahrhunderts. Mornet war Dekan seiner Fakultät, Generalsekretär und Präsident der Société d’histoire littéraire, sowie Herausgeber der Revue d’Histoire littéraire de la France (1922–1945).

## Weitere Werke
- Jean-Marie Clopinet, Tours 1907 (Roman)
- Jean qui roule, Tours 1910 (Roman)
- Le Retour au pays, Tours 1912 (Roman)
- Les sciences de la nature en France, au XVIIIe siècle. Un chapitre de l’histoire des idées, Paris 1911, Genf 2001
- (mit Henri Bornecque 1871–1935) Rome et les Romains. Paris 1912 (Lehrbuch)
- Le Romantisme en France au XVIIIe siècle, Paris 1912
- Tranchées de Verdun, juillet 1916–mai 1917, Paris 1918, Presses universitaires de Nancy, Nancy/Paris 1990 (Erfahrungsbericht)
- La Pensée française au XVIIIe siècle, Paris 1926
- Histoire de la littérature et de la pensée françaises contemporaines (1870-1954), Paris 1927 (Neuauflagen mit Ergänzungen bis 1954)
- La Nouvelle Héloïse de Jean-Jacques Rousseau. Etude et analyse, Paris 1929
- Histoire de la clarté française, Paris 1929
- Les origines intellectuelles de la Révolution française 1715–1787, Paris 1933, Lyon 1989, Paris 2009
- Histoire générale de la littérature française (exposée selon une méthode nouvelle), Paris 1939 (Lehrbuch)
- Histoire de la littérature française classique, 1660–1700, ses caractères véritables, ses aspects inconnus, Paris 1940, 1947
- Diderot. L’homme et l’œuvre, Paris 1941
- Nicolas Boileau, Paris 1941
- Jean Racine, Paris 1943
- Molière, Paris 1943
- Rousseau. L’homme et l’oeuvre, Paris 1950